# Passiflora filipes
Passiflora filipes Benth. – gatunek rośliny z rodziny męczennicowatych (Passifloraceae Juss. ex Kunth in Humb.). Występuje naturalnie w Stanach Zjednoczonych (w stanie Teksas), Meksyku, Ameryce Centralnej, Kolumbii, Wenezueli oraz Ekwadorze. 

## Morfologia
PokrójZielne, trwałe liany.
LiściePotrójnie klapowane, śctięte lub sercowate u podstawy. Mają 1,6–4 cm długości oraz 2–8,6 cm szerokości. Całobrzegie, z tępym lub spiczastym wierzchołkiem. Ogonek liściowy jest owłosiony i ma długość 14–30 mm. Przylistki są liniowo lancetowate, mają 1–4 mm długości.
KwiatyZebrane w pary. Działki kielicha są podłużne, zielonkawe, mają 0,6–4,9 cm długości. Płatki są lancetowate, zielonkawe, mają 0,3–0,4 cm długości. Przykoronek ułożony jest w dwóch rzędach, biały, ma 3–19 mm długości.
OwoceSą kulistego kształtu. Mają 0,5–0,7 cm średnicy.